# Моджевек (Опочинський повіт)
Моджевек (пол. Modrzewek) — село в Польщі, у гміні Опочно Опочинського повіту Лодзинського воєводства.
Населення — 85 осіб (2011).
У 1975-1998 роках село належало до Пйотрковського воєводства.

## Демографія
Демографічна структура станом на 31 березня 2011 року:
|          | Загалом | Допрацездатний вік | Працездатний вік | Постпрацездатний вік |
| -------- | ------- | ------------------ | ---------------- | -------------------- |
| Чоловіки | 43      | 7                  | 31               | 5                    |
| Жінки    | 42      | 11                 | 20               | 11                   |
| Разом    | 85      | 18                 | 51               | 16                   |